# 정칙함수의 해석성
복소해석학에서 복소수 z를 변수로 가지는 복소 함수 :
- 점 a를 중심으로 하는 일부 열린 원판의 모든 점에서 미분가능하다면 정칙함수라고 불리며,
- a를 중심으로 하는 열린 원판에서 수렴하는 멱급수로 확장할 수 있으면 a에서 해석적이라고 불린다

{\displaystyle f(z)=\sum _{n=0}^{\infty }c_{n}(z-a)^{n}}
(이것은 수렴반경이 양수라는 것을 내포한다).
복소해석학에서 가장 중요한 점은 정칙함수는 해석적이라는 것이다. 이 이론의 증명들은
- 각 함수의 정의역의 교집합에서 집적점이 있는 무한집합 S의 모든 점에서 일치하는 두 정칙함수가 S를 포함한 모든 정의역의 연결된 열린 부분 집합에서 일치하는 항등 정리와,
- 멱급수가 무한히 미분가능하며, 정칙함수도 그러하다(이것은 미분가능한 실수 함수와는 반대의 결과다)는 사실과
- 수렴반경이 항상 중심 a에서 가장 가까운 특이점까지의 거리라는 사실과; 만약 특이점이 없다면 (예를 들어 ƒ가 전해석 함수라면), 수렴반경은 무한이다. 엄밀히 말하면 이것은 이론의 추론이 아니고 증명의 부산물이다.
- 어떤 복소평면위의 범프 함수도 전해석적이지 않다.In 특히 어떤 복소평면의 정칙적인 연결된 열린 부분집합에서 정의된 범프 함수는 있을 수 없다. T이것은 단위분할의 사용을 배제하기 때문에 복소 다양체 연구에서 중요한 파급효과를 가진다. 대조적으로, 단위분할은 실 다양체에서 쓰이는 도구이다.

## 증명
코시가 처음 제시한 논증은 코시 적분식과 {\displaystyle {\frac {1}{w-z}}}의 멱급수 전개에 달려있다.
D를 a를 중심으로하는 열린 원판이라고 하고 ƒ 가 D의 경계를 포함하여 열린 주변에서 미분가능하다고 가정하자. D의 경계인 C를 양의 방향(즉, 반시계 방향)의 원이라 가정하고, z를 D의 한 점이라고 가정하자. 코시 적분식에서 시작하자
{\displaystyle {\begin{aligned}f(z)&{}={1 \over 2\pi i}\int _{C}{f(w) \over w-z}\,\mathrm {d} w\\[10pt]&{}={1 \over 2\pi i}\int _{C}{f(w) \over (w-a)-(z-a)}\,\mathrm {d} w\\[10pt]&{}={1 \over 2\pi i}\int _{C}{1 \over w-a}\cdot {1 \over 1-{z-a \over w-a}}f(w)\,\mathrm {d} w\\[10pt]&{}={1 \over 2\pi i}\int _{C}{1 \over w-a}\cdot {\sum _{n=0}^{\infty }\left({z-a \over w-a}\right)^{n}}f(w)\,\mathrm {d} w\\[10pt]&{}=\sum _{n=0}^{\infty }{1 \over 2\pi i}\int _{C}{(z-a)^{n} \over (w-a)^{n+1}}f(w)\,\mathrm {d} w.\end{aligned}}}
적분과 무한 합을 교환하는 것은 C의 모든 w에 대해 {\displaystyle f(w)/(w-a)}가 C에서 어떤 양수 M에 대한 유계함수라는 것을 통해 정당화된다.
{\displaystyle \left|{\frac {z-a}{w-a}}\right|\leq r<1}
여기서 r은 적당한 양수이다. 우리는 따라서 C에 대해서 다음을 알 수 있다:
{\displaystyle \left|{(z-a)^{n} \over (w-a)^{n+1}}f(w)\right|\leq Mr^{n},}
그리고 바이어슈트라스 M-판정법을 사용함으로써 급수는 C에서 균등하게 수렴한다는 것을 보여주므로, 급수와 적분이 교환될 수 있다.
인자 (z − a)n 는 적분변수 w에 의존하지 않기 때문에 적분기호 밖으로 빠져나올 수 있다
{\displaystyle f(z)=\sum _{n=0}^{\infty }(z-a)^{n}{1 \over 2\pi i}\int _{C}{f(w) \over (w-a)^{n+1}}\,\mathrm {d} w,}
이것은 우리가 원하던 z로 표현되는 형태이다:
{\displaystyle f(z)=\sum _{n=0}^{\infty }c_{n}(z-a)^{n}}
계수 Cn는 다음과 같다:
{\displaystyle c_{n}={1 \over 2\pi i}\int _{C}{f(w) \over (w-a)^{n+1}}\,\mathrm {d} w.}

## 비고
- 멱급수는 항 별로 미분가능하기 때문에 위의 인자를 반대방향으로 적용하고 다음의 멱급수 표현

{\displaystyle {\frac {1}{(w-z)^{n+1}}}}
은 다음을 도출한다
{\displaystyle f^{(n)}(a)={n! \over 2\pi i}\int _{C}{f(w) \over (w-a)^{n+1}}\,dw.}
이것은 도함수의 코시 적분식이다. 따라서 위의 식을 포함하는 멱급수는 f의 테일러 급수이다.
- 인수는 z가 ƒ의 특이점보다 중심 a에 가까우면 작용한다. 따라서 테일러 급수의 수렴반경은 a에서 가까운 특이점 까지의 거리보다 작을 수 없다(또한 멱급수는 수렴반경 내부에서 특이점이 없으므로 클 수도 없다).
- 특별한 경우의 항등 정리는 이전의 비고를 따른다. 만약 두 정칙함수가 (충분히 작은) a의 열린 주변 U에서 동일하다면 이것들은 열린 원판 Bd(a)에서 일치한다. 여기서 d는 a에서 가장 가까운 특이점 까지의 거리이다.